# Epiphyllum thomasianum
Epiphyllum thomasianum là một loài thực vật có hoa trong họ Cactaceae. Loài này được (K.Schum.) Britton & Rose mô tả khoa học đầu tiên năm 1913.